# Albert Frederik Hendrik Buining
Albert Frederik Hendrik Buining (* 25. August 1901 in Groningen; † 9. Mai 1976) war ein niederländischer Botaniker. Sein offizielles botanisches Autorenkürzel lautet „Buining“.

## Leben und Wirken
Buiningw war ab 1935 als stellvertretender Stadtschreiber und ab 1938 als Stadtschreiber der Gemeinden Leusden und Stoutenburg tätig. Ab 1959 war er Bürgermeister der beiden Gemeinden, bevor er 1966 in den Ruhestand ging. Bis 1968 war er aber noch als stellvertretender Bürgermeister tätig.
Er verfasste Ende 1936 erste Beiträge in der Kakteenliteratur zu den Gattungen Rebutia und Lobiva. Schon zu dieser Zeit hatte er enge Kontakte zu Curt Backeberg, Alberto Vojtěch Frič und Kurt Kreuzinger. Er entwickelte gemeinsam mit Franz Buxbaum, Ernesto Vatter, John Donald Donald, Alberto Vojtěch Frič und Kurt Kreuzinger Richtlinien für gute Pflanzenbeschreibungen. Hilfe für seine eigenen Beschreibungen bekam er durch die Feldarbeit von Friedrich Ritter und Leopoldo Horst. Später wurden seine detaillierten Pflanzenbeschreibungen Zeichnungen von Nol Brederoo beigefügt.
Sein besonderes Interesse lag bei den Gattungen Lobivia, Rebutia, Notocactus, Melocactus, Discocactus, Frailea und Gymnocalycium. Gemeinsam mit Leopoldo Horst unternahm er mehrere Reisen nach Südamerika und entdeckte dabei viele neue Arten, die er gemeinsam mit Horst beschrieb.
Buining hat sich vor allem um die Beschreibung südamerikanischer Kakteengewächse verdient gemacht. Er war 1950 Gründungsmitglied der Internationalen Organisation für Sukkulentenforschung (IOS) in Zürich und 28 Jahre (von 1940 bis 1968) Präsident der niederländischen Kakteen und Sukkulenten Gesellschaft Succulenta. Zusammen mit John D. Donald und Friedrich Ritter beschrieb und ordnete er in den 1960er Jahren die Gattung Rebutia neu. In den 1970er Jahren leistete er dasselbe für die Gattung Discocactus. Buining lieferte ebenfalls Beiträge für das von Hans Krainz ab 1956 publizierte Loseblattsammlung Die Kakteen.

## Nach Buining benannte Taxa
In Anerkennung seiner Verdienste wurde die Gattung Buiningia Buxb. nach ihm benannt (fällt heute mit Coleocephalocereus zusammen). Nach Buining benannt sind auch Parodia buiningii (Buxb.) N.P.Taylor (oder: Notocactus buiningii Buxb. oder Ritterocactus buiningii (Buxb.) Doweld), Rebutia buiningiana Rausch sowie Uebelmannia buiningii Donald.